# Krogöl (Bäckebo socken, Småland)
Krogöl är en sjö i Nybro kommun i Småland och ingår i Alsterån-Snärjebäckens kustområde.